# Acer campestre
L'acero campestre o acero oppio (Acer campestre L.) è un albero della famiglia delle Sapindacee diffuso in Europa e Asia. Viene anche chiamato loppio o testucchio.
In Italia è molto comune nei boschi di latifoglie mesofile, insieme alle querce caducifoglie dal livello del mare fino all'inizio della faggeta.

## Descrizione

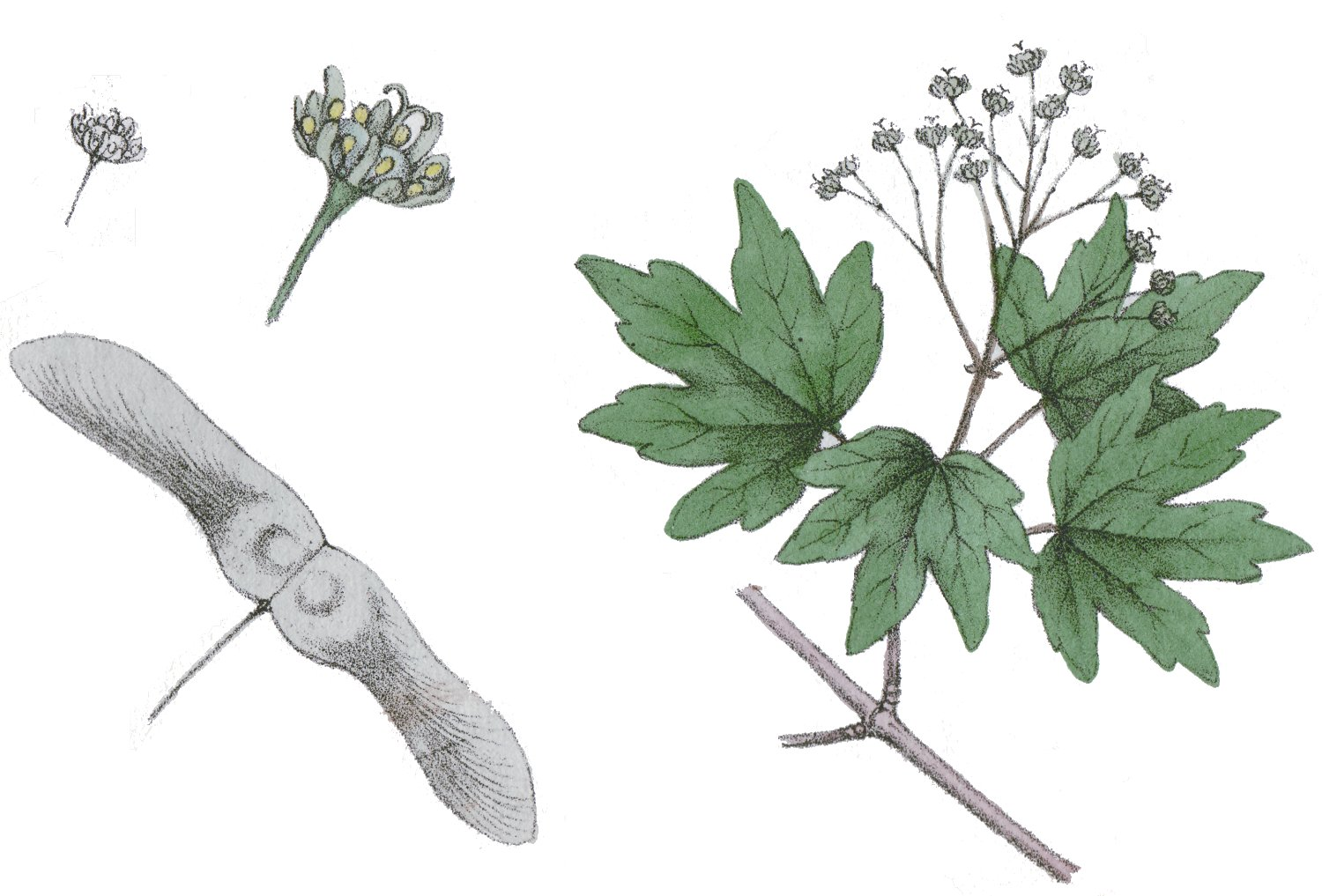
Illustrazione di Acer campestre

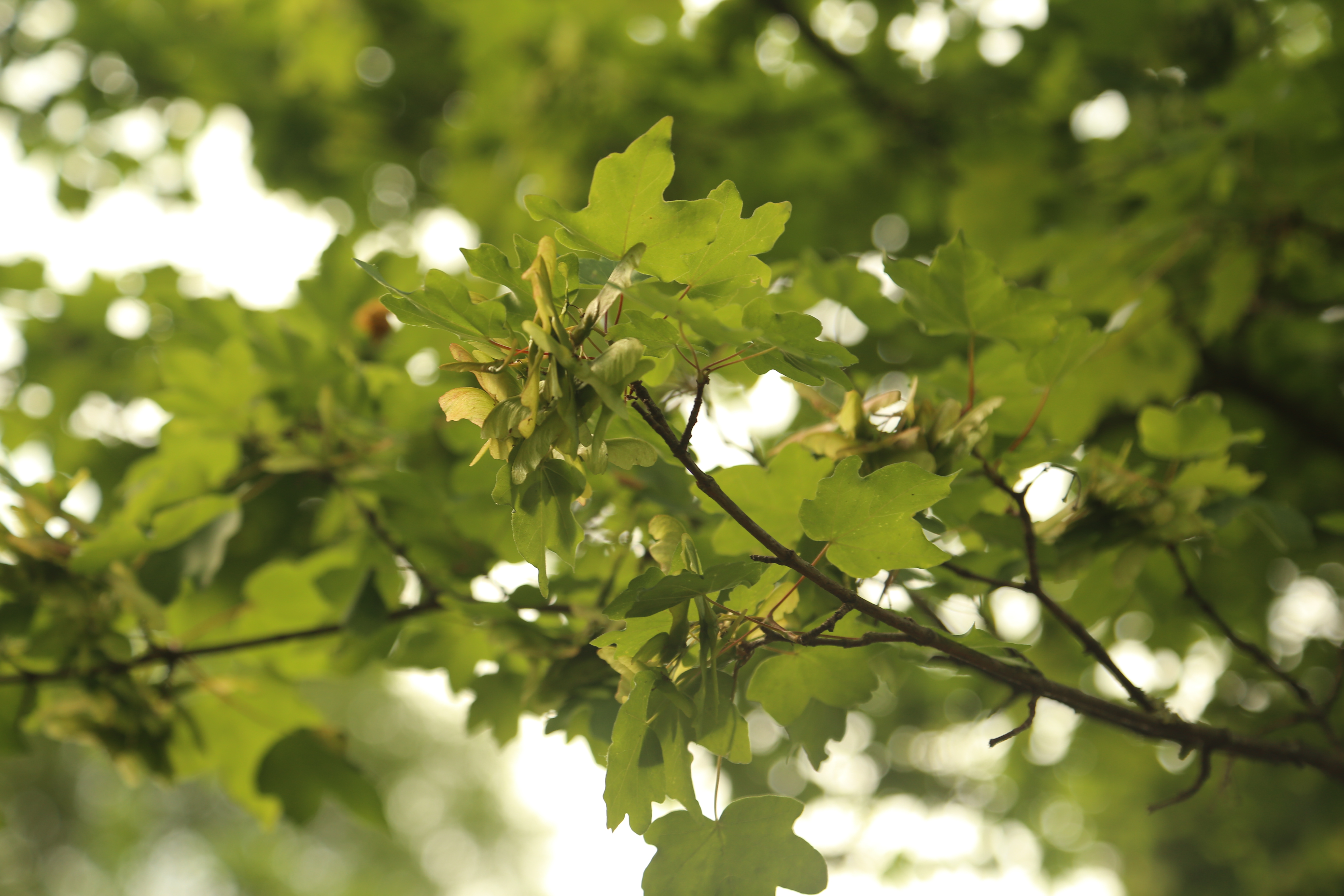
Acero campestre, foglie

È un albero caducifoglio di modeste dimensioni (può raggiungere i 18-20 metri di altezza come massimo), il fusto non molto alto, con tronco spesso contorto e ramificato; chioma rotondeggiante lassa. La corteccia è bruna e fessurata in placche rettangolari. I rami sono sottili e ricoperti da una peluria a differenza di quanto accade negli altri aceri italiani.

### Foglie
Foglie semplici, a margine intero e ondulato, larghe circa 5–8 cm, a lamina espansa con 5 o 3 lobi ottusi, picciolate, di colore verde scuro. Sono ottime e nutrienti per gli animali.

### Fiori
Piccoli fiori verdi, riuniti in infiorescenze. Il calice ed il peduncolo dei fiori sono pubescenti. Fiorisce in aprile-maggio in contemporanea all'emissione delle foglie. Le infiorescenze possono essere formate sia da fiori unisessuali che ermafroditi.

### Frutti
I frutti sono delle samare alate. Le singole samare sono portate in modo orizzontale (carattere distintivo).

## Tassonomia
Sono note le seguenti sottospecie::
- Acer campestre subsp. campestre
- Acer campestre subsp. leiocarpum (Opiz) Pax
- Acer campestre subsp. marsicum (Guss.) Hayek

## Usi
L'acero è una pianta mellifera, molto visitata dalle api per il polline ed il nettare, ma il miele monoflorale d'acero è raro.
Le sue foglie vengono utilizzate come foraggio.
Il legno è chiaro, duro e pesante e tende a deformarsi: viene quindi usato solo per la fabbricazione di piccoli oggetti. 
Essendo un albero di modeste dimensioni e sopportando bene il taglio, è stato ampiamente utilizzato come tutore per la vite. 
È inoltre un ottimo combustibile.
Attualmente trova impiego come albero ornamentale e da siepe, per via della sua efficacia nel consolidamento dei terreni franosi.
È indicato nell'arredo urbano anche a contrasto dell'inquinamento, per l'alta capacità di assorbimento dell'anidride carbonica e delle polveri sottili.
Possiede proprietà lievemente anticoagulanti, aiuta nella prevenzione delle calcolosi e nelle cure successive alle manifestazioni di Herpes zoster; il decotto di corteccia è usato anche come rinfrescante intestinale.
Antiche credenze popolari conferivano all'acero proprietà magiche contro le streghe, i pipistrelli, e la sfortuna.
Il decotto di corteccia è utilizzato negli eritemi della pelle; alcune persone usano aggiungere all'acqua del bagno un pugno di corteccia tritata per rinfrescare la pelle.